# ماسون هو
ماسون هو (بالإنجليزية: Mason Ho)‏ هو متركمج أمريكي، ولد في 16 ديسمبر 1989 في أواهو في الولايات المتحدة.

## وصلات خارجية
- ماسون هو على موقع الرابطة العالمية لركوب الأمواج (الإنجليزية)